# Parigi-Nizza 1996
La Parigi-Nizza 1996, cinquantaquattresima edizione della corsa, si svolse dal 10 marzo al 17 marzo su un percorso di 1 325 km ripartiti in 8 tappe, l'ultima delle quali suddivisa in due semitappe. Fu vinta dal francese Laurent Jalabert, che bissò il successo dell'anno precedente, davanti allo statunitense Lance Armstrong e al britannico Chris Boardman.

## Tappe
| Tappa  | Data     | Percorso                            | km    | Vincitore di tappa  | Leader cl. generale |
| ------ | -------- | ----------------------------------- | ----- | ------------------- | ------------------- |
| 1ª     | 10 marzo | Châteauroux > Saint-Amand-Montrond  | 178   | Frédéric Moncassin  | Frédéric Moncassin  |
| 2ª     | 11 marzo | Dun-sur-Auron > Aubusson            | 160.8 | Wilfried Nelissen   | Wilfried Nelissen   |
| 3ª     | 12 marzo | Vassivière en Limousin > Chalvignac | 172.5 | Laurent Jalabert    | Laurent Jalabert    |
| 4ª     | 13 marzo | Maurs > Millau                      | 164   | Laurent Jalabert    | Laurent Jalabert    |
| 5ª     | 14 marzo | Millau > Millau                     | 162   | Stefano Casagranda  | Laurent Jalabert    |
| 6ª     | 15 marzo | Vitrolles > Saint-Tropez            | 199.5 | Andrei Tchmil       | Laurent Jalabert    |
| 7ª     | 16 marzo | Saint-Tropez > Antibes              | 193.7 | Bruno Boscardin     | Laurent Jalabert    |
| 8ª-1ª  | 17 marzo | Nizza > Nizza                       | 71.7  | Maximilian Sciandri | Laurent Jalabert    |
| 8ª-2ª  | 17 marzo | Antibes > Nizza (cron. individuale) | 19.9  | Chris Boardman      | Laurent Jalabert    |
| Totale | Totale   | Totale                              | 1 325 |                     |                     |

## Dettagli delle tappe

### 1ª tappa
- 10 marzo: Châteauroux > Saint-Amand-Montrond – 178 km

| Pos. | Corridore          | Squadra        | Tempo    |
| ---- | ------------------ | -------------- | -------- |
| 1    | Frédéric Moncassin | Gan            | 4h24'10" |
| 2    | Tom Steels         | Mapei-GB       | s.t.     |
| 3    | Wilfried Nelissen  | Lotto-Isoglass | s.t.     |

| Pos. | Corridore          | Squadra        | Tempo    |
| ---- | ------------------ | -------------- | -------- |
| 1    | Frédéric Moncassin | Gan            | 4h24'10" |
| 2    | Tom Steels         | Mapei-GB       | s.t.     |
| 3    | Wilfried Nelissen  | Lotto-Isoglass | s.t.     |

### 2ª tappa
- 11 marzo: Dun-sur-Auron > Aubusson – 160,8 km

| Pos. | Corridore         | Squadra        | Tempo    |
| ---- | ----------------- | -------------- | -------- |
| 1    | Wilfried Nelissen | Lotto-Isoglass | 3h52'44" |
| 2    | Mario Cipollini   | Saeco          | s.t.     |
| 3    | Tom Steels        | Mapei-GB       | s.t.     |

| Pos. | Corridore         | Squadra        | Tempo    |
| ---- | ----------------- | -------------- | -------- |
| 1    | Wilfried Nelissen | Lotto-Isoglass | 8h16'44" |
| 2    | Mario Cipollini   | Saeco          | a 4"     |
| 3    | Tom Steels        | Mapei-GB       | a 6"     |

### 3ª tappa
- 12 marzo: Vassivière en Limousin > Chalvignac – 172,5 km

| Pos. | Corridore        | Squadra  | Tempo    |
| ---- | ---------------- | -------- | -------- |
| 1    | Laurent Jalabert | O.N.C.E. | 4h04'21" |
| 2    | Lance Armstrong  | Motorola | a 16"    |
| 3    | Chris Boardman   | Gan      | s.t.     |

| Pos. | Corridore        | Squadra  | Tempo     |
| ---- | ---------------- | -------- | --------- |
| 1    | Laurent Jalabert | O.N.C.E. | 12h21'11" |
| 2    | Lance Armstrong  | Motorola | a 20"     |
| 3    | Chris Boardman   | Gan      | s.t.      |

### 4ª tappa
- 13 marzo: Maurs-la-Jolie > Millau – 164 km

| Pos. | Corridore        | Squadra       | Tempo    |
| ---- | ---------------- | ------------- | -------- |
| 1    | Laurent Jalabert | O.N.C.E.      | 5h16'08" |
| 2    | Lance Armstrong  | Motorola      | a 15"    |
| 3    | Laurent Brochard | Festina-Lotus | a 22"    |

| Pos. | Corridore        | Squadra    | Tempo     |
| ---- | ---------------- | ---------- | --------- |
| 1    | Laurent Jalabert | O.N.C.E.   | 17h37'19" |
| 2    | Lance Armstrong  | Motorola   | a 35"     |
| 3    | Luc Leblanc      | Team Polti | a 58"     |

### 5ª tappa
- 14 marzo: Millau > Millau – 162 km

| Pos. | Corridore          | Squadra  | Tempo    |
| ---- | ------------------ | -------- | -------- |
| 1    | Stefano Casagranda | MG Boys  | 4h02'49" |
| 2    | Laurent Jalabert   | O.N.C.E. | a 27"    |
| 3    | Frédéric Moncassin | Gan      | s.t.     |

| Pos. | Corridore        | Squadra    | Tempo     |
| ---- | ---------------- | ---------- | --------- |
| 1    | Laurent Jalabert | O.N.C.E.   | 21h40'27" |
| 2    | Lance Armstrong  | Motorola   | a 43"     |
| 3    | Luc Leblanc      | Team Polti | a 1'06"   |

### 6ª tappa
- 15 marzo: Vitrolles > Saint-Tropez – 199,5 km

| Pos. | Corridore           | Squadra        | Tempo    |
| ---- | ------------------- | -------------- | -------- |
| 1    | Andrei Tchmil       | Lotto-Isoglass | 5h27'20" |
| 2    | Chris Boardman      | Gan            | s.t.     |
| 3    | Maximilian Sciandri | Motorola       | s.t.     |

| Pos. | Corridore        | Squadra    | Tempo     |
| ---- | ---------------- | ---------- | --------- |
| 1    | Laurent Jalabert | O.N.C.E.   | 27h07'43" |
| 2    | Lance Armstrong  | Motorola   | a 47"     |
| 3    | Luc Leblanc      | Team Polti | a 1'10"   |

### 7ª tappa
- 16 marzo: Saint-Tropez > Antibes – 193,7 km

| Pos. | Corridore         | Squadra        | Tempo    |
| ---- | ----------------- | -------------- | -------- |
| 1    | Bruno Boscardin   | Festina-Lotus  | 5h11'52" |
| 2    | Tom Steels        | Mapei-GB       | s.t.     |
| 3    | Wilfried Nelissen | Lotto-Isoglass | s.t.     |

| Pos. | Corridore        | Squadra    | Tempo     |
| ---- | ---------------- | ---------- | --------- |
| 1    | Laurent Jalabert | O.N.C.E.   | 32h19'35" |
| 2    | Lance Armstrong  | Motorola   | a 47"     |
| 3    | Luc Leblanc      | Team Polti | a 1'10"   |

### 8ª tappa - 1ª semitappa
- 17 marzo: Nizza > Nizza – 71,7 km

| Pos. | Corridore             | Squadra        | Tempo    |
| ---- | --------------------- | -------------- | -------- |
| 1    | Maximilian Sciandri   | Motorola       | 1h46'00" |
| 2    | Jon Odriozola Mugarza | Gewiss-Playbus | s.t.     |
| 3    | Mauro Gianetti        | Team Polti     | s.t.     |

| Pos. | Corridore        | Squadra    | Tempo     |
| ---- | ---------------- | ---------- | --------- |
| 1    | Laurent Jalabert | O.N.C.E.   | 34h06'23" |
| 2    | Lance Armstrong  | Motorola   | a 47"     |
| 3    | Luc Leblanc      | Team Polti | a 1'10"   |

### 8ª tappa - 2ª semitappa
- 17 marzo: Antibes > Nizza (cron. individuale) – 19,9 km

| Pos. | Corridore        | Squadra  | Tempo  |
| ---- | ---------------- | -------- | ------ |
| 1    | Chris Boardman   | Gan      | 21'16" |
| 2    | Lance Armstrong  | Motorola | a 24"  |
| 3    | Laurent Jalabert | O.N.C.E. | a 29"  |

| Pos. | Corridore        | Squadra  | Tempo     |
| ---- | ---------------- | -------- | --------- |
| 1    | Laurent Jalabert | O.N.C.E. | 34h28'08" |
| 2    | Lance Armstrong  | Motorola | a 43"     |
| 3    | Chris Boardman   | Gan      | a 47"     |

## Classifiche finali

### Classifica generale
| Pos. | Corridore           | Squadra        | Tempo     |
| ---- | ------------------- | -------------- | --------- |
| 1    | Laurent Jalabert    | O.N.C.E.       | 34h28'08" |
| 2    | Lance Armstrong     | Motorola       | a 43"     |
| 3    | Chris Boardman      | Gan            | a 47"     |
| 4    | Frank Vandenbroucke | Mapei-GB       | a 1'21"   |
| 5    | Laurent Brochard    | Festina-Lotus  | a 1'36"   |
| 6    | Íñigo Cuesta        | O.N.C.E.       | a 2'17"   |
| 7    | Luc Leblanc         | Team Polti     | a 2'18"   |
| 8    | Andrei Tchmil       | Lotto-Isoglass | a 2'48"   |
| 9    | Laurent Madouas     | Motorola       | a 3'17"   |
| 10   | Andrea Peron        | Motorola       | a 3'31"   |